# Биеннале Уитни
Биеннале Уитни (Whitney Biennial) — выставка современного американского искусства, проводящаяся раз в два года Музеем американского искусства Уитни (Нью-Йорк, США).

## История Биеннале Уитни
Впервые выставка была проведена в 1932 году. Планировалось проводить её ежегодно, но с 1973 года мероприятие приняло формат биеннале. Биеннале Уитни считают одним из ведущих событий, где устанавливаются последние тенденции в современном искусстве.
В последние годы Биеннале Уитни старается соединить американское искусство с европейским и глобальным.
В качестве кураторов биеннале Уитни в 2014 году были приглашены куратор отдела кино лондонской галереи Тейт Модерн Стюарт Комер, куратор Института современного искусства в Филадельфии Энтони Элмс, а также профессор и глава факультета живописи и графики в Школе при Институте искусств Чикаго Мишель Грабнер.